# Gasterocome orta
Gasterocome orta là một loài bướm đêm trong họ Geometridae.